# Annabel Lyon
Annabel Lyon (ur. 1971) – kanadyjska pisarka.
Ukończyła studia licencjackie na Uniwersytecie Simona Frasera i magisterskie na University of British Columbia. W 2009 otrzymała nagrodę Rogers Writers' Trust Fiction Prize (za powieść Złoty środek).

## Dzieła

### Powieści
- All-Season Edie (2008)
- The Golden Mean (2009) (wyd. pol. 2011 Złoty środek)
- Encore Edie (2011)
- The Sweet Girl (2012)

### Zbiory opowiadań
- Oxygen (2000)
- The Best Thing for You (2004)

### Opowiadanie
- Saturday Night Function (2005)